# فدراسیون فوتبال پرو
فدراسیون فوتبال پرو (اسپانیایی: Federación Peruana de Futbol‎) نهاد اداره‌کننده مسابقات فوتبال و فوتسال در کشور پرو است.
این فدراسیون که در ۱۹۲۲ تأسیس شده عضو کونمبول و فیفا نیز می‌باشد و مقر آن در شهر لیما است.
مسابقات لیگ دسته اول فوتبال پرو زیر نظر این فدراسیون برگزار می‌شود.